# زنان در نیروهای مسلح هند

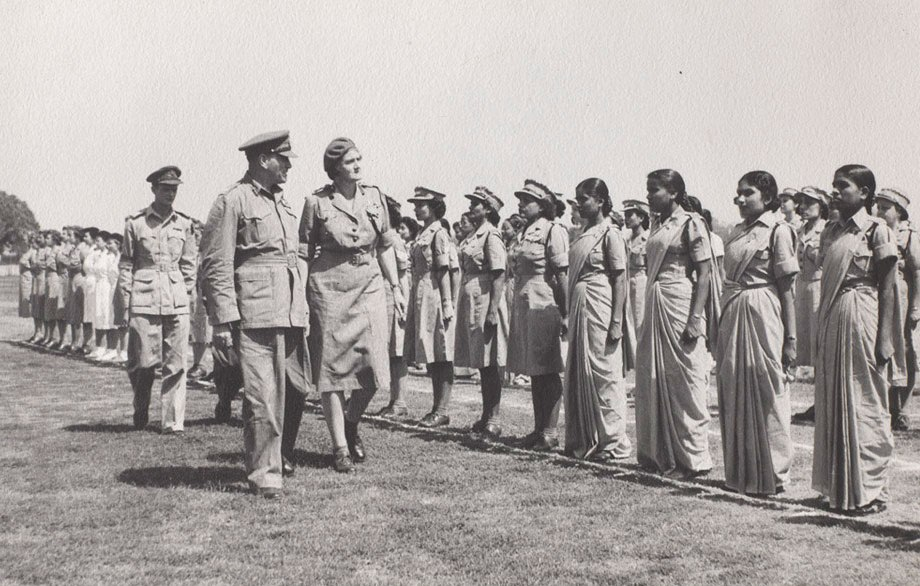
فیلد مارشال سر کلود اوچینلک سپاه کمکی زنان (هند) را بازرسی می‌کند. ۱۹۴۷

تمام شاخه‌های نیروهای مسلح هند به زنان اجازه می‌دهند در نقش‌های رزمی و نقش‌های نظارتی رزمی در سطح افسران، به جز ارتش هند (فقط نقش‌های پشتیبانی) و نیروهای ویژه هند (فقط نقش مربی) (حدود ۲۰۱۷) حضور داشته باشند. نیروی هوایی هند ۱۳٫۰۹ درصد و ۸٫۵ درصد، نیروی دریایی هند ۶ درصد و ۲٫۸ درصد زن و ارتش هند ۳٫۸۰ درصد و ۳ درصد در دسامبر ۲۰۱۸ و دسامبر ۲۰۱۴ به ترتیب داشتند.
از سال ۲۰۲۰، به سه افسر درجه سه ستاره ژنرال فوق اعطا شده‌است که همه آنها در بخش خدمات پزشکی هستند. در ماه مه ۲۰۲۱، ۸۳ زن برای اولین بار در ارتش هند به عنوان جوان معرفی شدند.